# Bressieux
Bressieux è un comune francese di 112 abitanti situato nel dipartimento dell'Isère della regione dell'Alvernia-Rodano-Alpi.
Nel territorio comunale si trova l'omonimo castello, un'architettura difensiva medievale oggi in rovina.

## Società

### Evoluzione demografica
Abitanti censiti